# 김병원 (1880년)
김병원(金炳鵷, 1880년 9월 14일 ~ 1948년 2월 16일)은 대한제국과 일제강점기의 관료이다.

## 생애
1900년 10월부터 1902년 2월까지 탁지부 주사, 1901년 9월부터 1902년 11월까지 대한제국 중추원 의관을 역임했다. 충청남도 연산군수(1902년 3월 7일 임명)와 충청남도 예산군수(1903년 6월 16일 ~ 1904년 9월 5일), 전라남도 담양군수(1905년 7월 23일 ~ 1907년 12월 30일)를 역임했으며 1905년 7월 15일 정3품에 서위되었다.
1912년 3월 도로부지를 기부한 대가로 조선총독부로부터 목배 1개를 받았으며 1914년 10월 21일부터 1920년 9월 30일까지 충청남도 홍성군 참사를 역임했다. 1920년 12월 20일 충청남도 민선 도평의회 의원으로 선출되었으며 세 차례(1924년 4월 1일, 1927년 4월 1일, 1930년 4월 1일)에 걸쳐 충청남도 관선 도평의회 의원으로 선출되었다.
충남흥업주식회사 사장(1921년 ~ 1923년), 홍주금융조합장(1927년), 호서은행주식회사 감사(1929년), 고도금융조합장(1929년 ~ 1933년), 삼화양조주식회사 사장(1939년 ~ 1942년)을 역임했으며 1928년 11월 10일 일본 정부로부터 쇼와 대례 기념장을 받았다. 1930년 6월 3일부터 1933년 6월 2일까지 조선총독부 중추원 참의를 역임했으며 1932년 3월 15일 정7위에 서위되었다.
1933년 5월 11일 충청남도 관선 도회의원으로 선출되었으며 1935년 10월 1일 조선총독부 시정 25주년 기념표창과 은배 1조를 받았다. 친일파 708인 명단의 중추원 부문, 민족문제연구소의 친일인명사전 수록자 명단의 중추원 부문, 친일반민족행위진상규명위원회가 발표한 친일반민족행위 705인 명단에 포함되었다.

## 참고자료
- 친일반민족행위진상규명위원회 (2009). 〈김병원〉. 《친일반민족행위진상규명 보고서 Ⅳ-2》. 서울. 599~607쪽.